# Marie Charlotte von Ostfriesland

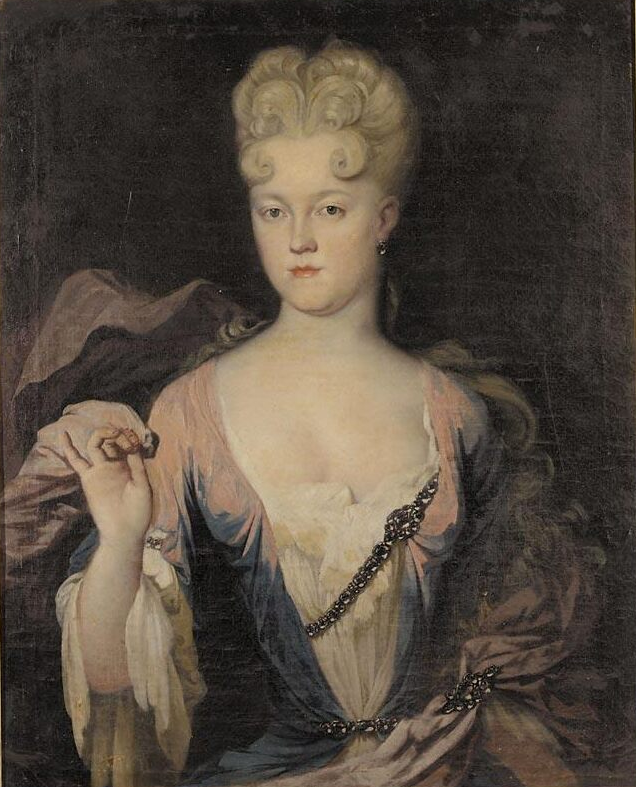
Porträt der Prinzessin Marie Charlotte von Ostfriesland von Guillijn Peter van der Zeepen. ca. 1711

Marie Charlotte von Ostfriesland (* 10. April 1689; † 9. Dezember 1761) war als Frau des Grafen Friedrich Ulrich Gräfin in Ostfriesland und Gräfin von Kriechingen sowie Herrin von Püttlingen.

## Leben
Marie Charlotte war eine Tochter und das drittälteste Kind des Fürsten von Ostfriesland, Christian Eberhard Cirksena von Ostfriesland, und der Eberhardine Sophie von Oettingen-Oettingen. Sie hatte neun Geschwister. Ab 1707 warb der Vetter ihres Vaters, Friedrich Ulrich, Graf in Ostfriesland, Erbe von Kriechingen und der Herrschaften Saarwellingen, Crieching, Puttlingen und Rollingen um sie. Am 10. April 1709 fand die Hochzeit statt. Der Ehe entstammt als einziges Kind die Tochter Christine Louise (* 1. Februar 1710; † 12. Mai 1732), die 1726 den Grafen Johann Ludwig zu Wied-Runkel (* 30. Mai 1705; † 18. Mai 1762) heiratete. Der Graf starb kurz nach der Geburt der Tochter am 13. März 1710. Nach dem Tode ihres Mannes verwaltete Marie Charlotte bis 1726 das Erbe ihrer unmündigen Tochter. Später benannte Marie Charlotte einen 1719 errichteten Hof und das dazugehörige Dorf Luisenthal nach ihrer Tochter.